# De Tomaso Pantera
O  Pantera  é um modelo esportivo da De Tomaso produzido de 1971 a 1993. Caracteriza-se pelo uso de motores V8, de origem Ford.
O Pantera era o modelo mais popular da montadora, com mais de 7.000 manufaturados ao longo de sua produção de vinte anos.

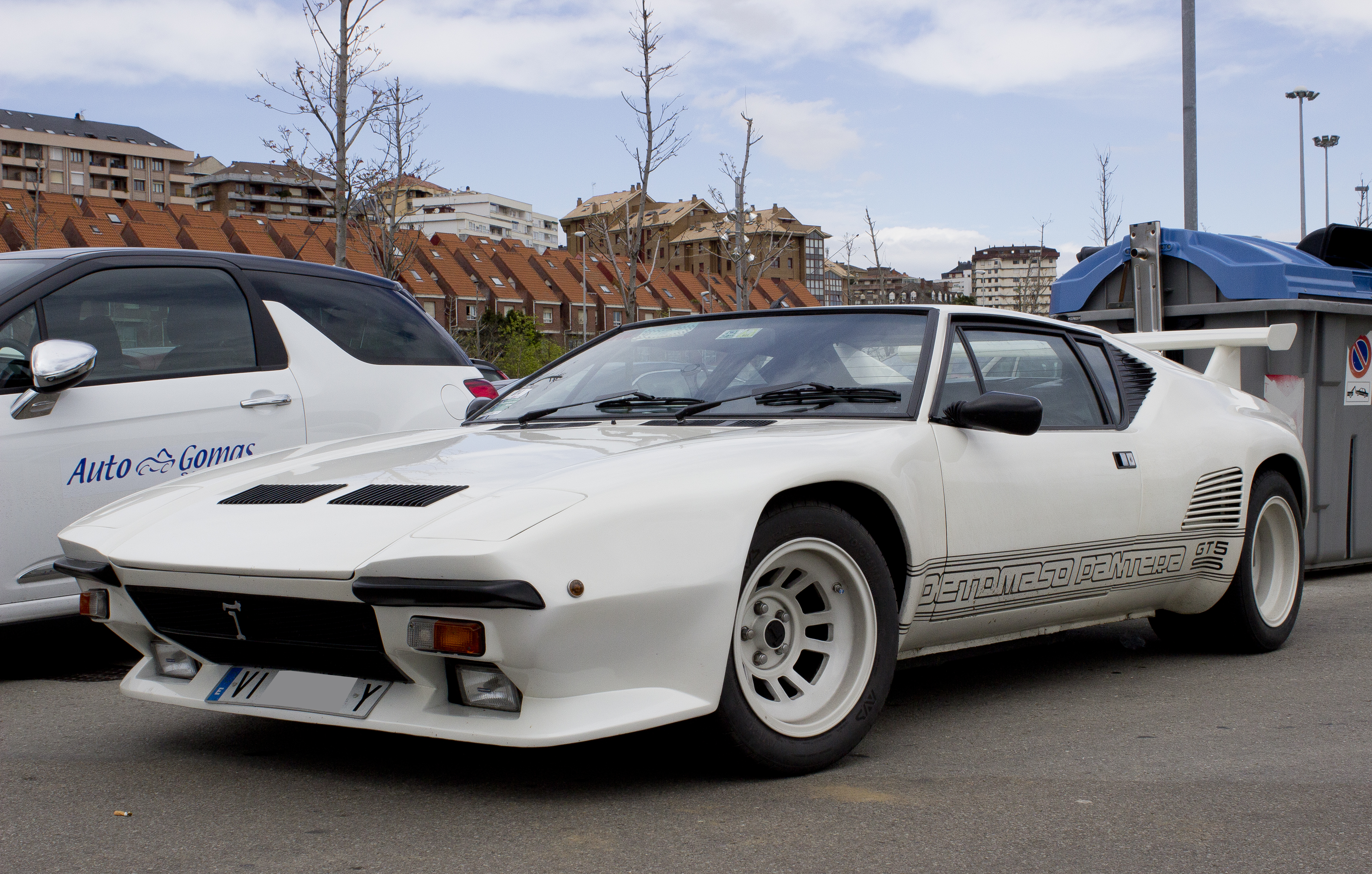